# Argyranthemum pinnatifidum subsp. montanum
A  Estreleira (Argyranthemum pinnatifidum subsp. montanum Rustan) (popularmente conhecida como Malmequer ou Pampilhos) é uma subespécie de planta com flor da família Asteraceae, espécie endémica da ilha da Madeira.
A autoridade científica da subespécie é Rustan, tendo sido publicada em Bocagiana 55: 15 (1981).
Apresenta-se como um arbusto perene, lenhoso bastante ramificado, de 1,2 metros de altura, prostrado ou erecto e folhoso na parte superior. Apresenta-se com folhas suculentas, obovadas ou oblongo-lanceoladas, penatilobadas, de 4 a 8 centímetros de comprimento.
Apresenta capítulos com flores marginais de lígula branca e flores do disco amarelas, dispostos, geralmente em número de 1-2, numa inflorescência corimbosa.
Trata-se de uma subespécie endémica da ilha da Madeira que surge nas maiores altitudes da ilha da Madeira com a Urze-rasteira.
A floração desta planta ocorre entre Março e Julho.

## Portugal
Trata-se de uma subespécie presente no território português, nomeadamente no Arquipélago da Madeira.
Em termos de naturalidade é endémica da região atrás referida.

## Protecção
Não se encontra protegida por legislação portuguesa ou da Comunidade Europeia.